# Kilian Nuß

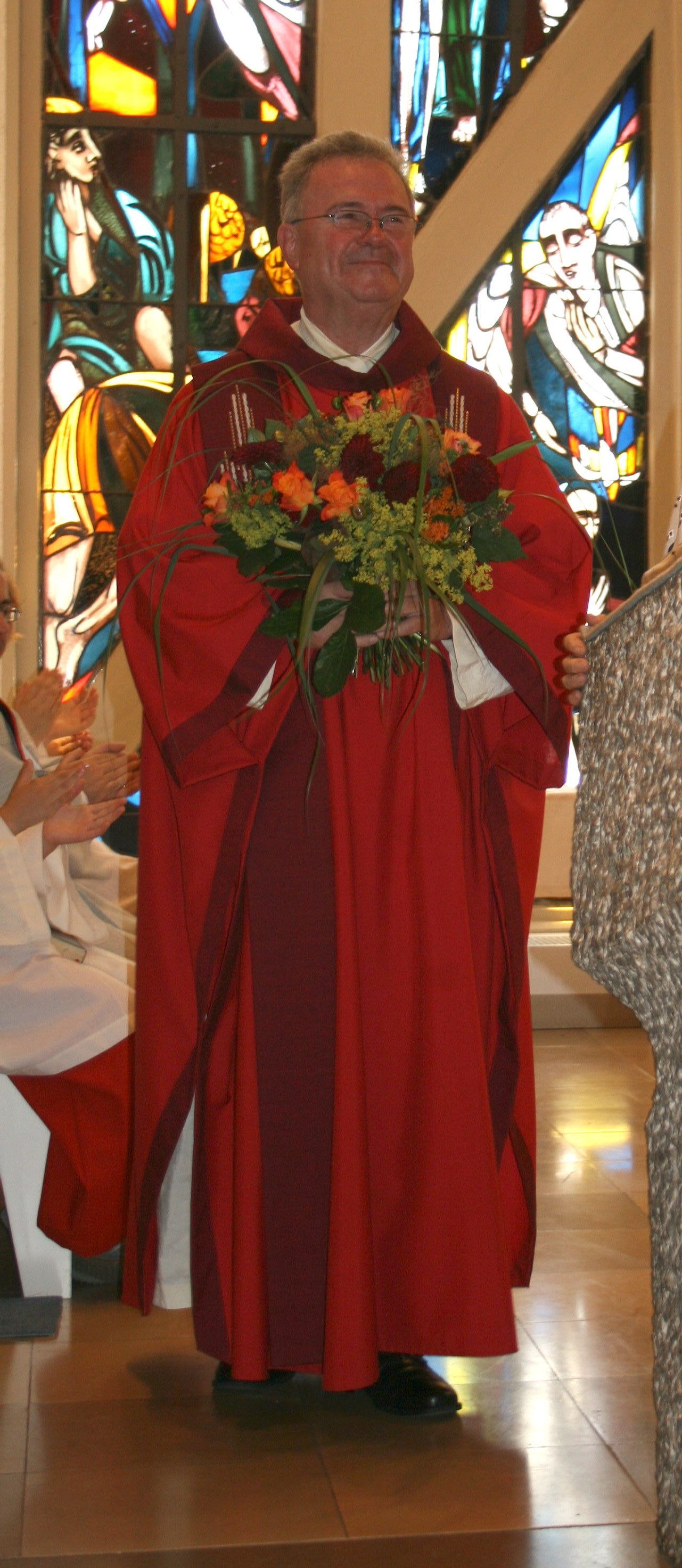
Kilian Nuß (2007)

Kilian Nuß (* 21. März 1936; † 15. August 2015 in Tübingen) war ein deutscher römisch-katholischer Geistlicher.

## Leben und Wirken
Geboren und aufgewachsen ist Kilian Nuß in Duttenberg, heute ein Teilort von Bad Friedrichshall. Er studierte Theologie an der Eberhard-Karls-Universität Tübingen und wurde 1962 zum Priester geweiht. Von 1972 bis 1983 war er Direktor des Bischöflichen Konvikts in Rottweil und ab 1980 Direktor des Theologenkonvikts Wilhelmsstift in Tübingen. 1987 verlieh ihm Papst Johannes Paul II. den Ehrentitel Monsignore. Schließlich übernahm Nuß von 1995 bis 2008 die Pfarrerstelle in Filderstadt.
Darüber hinaus gehörte Nuß zum Gründungsvorstand der Stiftung Marchtaler Internate und war seit 2004 Vorstandsvorsitzender der Bischof-Moser-Stiftung.